# 松永仏骨
松永 仏骨（まつなが ぶっこつ、1898年（明治31年）3月15日 - 1956年（昭和31年）5月5日）は、浄土真宗の僧で、真宗佛光寺派最高顧問。同派徳林寺住職。衆議院議員（3期）。松永 佛骨とする資料もある。

## 来歴
1898年（明治31年）3月、滋賀県に生まれた。1917年（大正6年）、滋賀県師範学校（現・滋賀大学教育学部）卒業。真宗佛光寺派徳林寺住職となり、その後同派最高顧問を務めた。一方で実業界にも幅をきかし、日本理化学工業，日本硬質硝子工業，大阪国策硝子，八紘製薬の社長を歴任した。1931年（昭和6年）に大阪府議会議員になり政界にも進出した。
1946年（昭和21年）4月10日、戦後初の選挙となった第22回衆議院議員総選挙で自由党の推薦を受け、旧大阪府2区より出馬し、2位で初当選を果たす。その後、中選挙区制施行により、大阪4区に配属された。1949年（昭和24年）の第24回衆議院議員総選挙及び1953年（昭和28年）の第26回衆議院議員総選挙でも当選し、3期衆議院議員を務めた（一方で区内は激戦区だったようで、1955年〈昭和30年〉の第27回衆議院議員総選挙まで6回立候補しているが、当選と落選を交互に繰り返した）。衆議院議員としての活動は、衆院厚生委員長や自由党代議士会副会長を務め、結核予防法の制定やヒロポン中毒問題などで実績を挙げた。議員生活の一方で、1949年には大阪国際宗教同志会の設立にも携わった。
しかし、1953年の第26回衆議院議員総選挙直後の5月9日に、公職選挙法違反で逮捕。同年6月19日には、運動員8人とともに起訴された。起訴状によれば、松永が総選挙の際に買収費として3回にわたり運動員に20万円をばらまいていたもの。翌1954年（昭和29年）に一審で執行猶予の付いた有罪判決を受ける。この頃から体調を崩し、1956年（昭和31年）5月5日に死去。58歳だった。